# Vatubau
Vatubau (Watubau) ist ein osttimoresischer Ort im Suco Vatuvou (Verwaltungsamt Maubara, Gemeinde Liquiçá). Er liegt im Norden der Aldeia Lissa-Ico in einer Meereshöhe von 692 m. Durch die kleine Siedlung führt eine Straße, die den Ort Lissa-Ico im Süden und der Aldeia Raeme im Norden verbindet.